# 奧德薩 (佛羅里達州)
奧德薩（英語：Odessa）是位於美國佛羅里達州帕斯科縣的一個人口普查指定地區。

## 地理
奧德薩的座標為28°11′00″N 82°34′06″W / 28.18333°N 82.56833°W，而該地最高點為海拔高度17米（即56英尺）。

## 人口
根據2010年美國人口普查的數據，奧德薩的面積為14.60平方千米，當中陸地面積為13.70平方千米，而水域面積為0.90平方千米。當地共有人口3173人，而人口密度為每平方千米217人。